# Mercedes-Benz Sprinter
Mercedes-Benz Sprinter er en serie af varebiler fra bilfabrikanten Mercedes-Benz. Modellen afløste Mercedes-Benz T1 ("Bremer Transporter") i februar 1995. I 2006 kom anden generation af Sprinter, som er næsten identisk med Volkswagen Crafter, på markedet. I Nordamerika sælges Sprinter også som Freightliner og i perioder også som Dodge.

## Sprinter I (T1N/W901−905, 1995−2006)
Første generation af Sprinter var en komplet nyudvikling med en fra forgængeren ("Bremer Transporter") kraftigt afvigende fremtoning. Den mest iøjnefaldende forskel var den skrå motorhjelm til forskel fra T1's kantede front. Sprinter fandtes i tre forskellige akselafstande og to forskellige højder, og kunne dermed tilbyde en lastkapacitet på op til 17 m³.
Sprinter blev udviklet i samarbejde med Volkswagen og dermed også solgt under navnet Volkswagen LT af Volkswagen samt som Sprinter for Mercedes-Benz, Dodge og Freightliner af Daimler AG. Hvor Sprinter i løbet af sin levetid gennemgik flere facelifts, blev Volkswagen LT siden introduktionen produceret næsten uforandret. Det var en af grundene til at Sprinter solgte bedre end LT, og navnet Sprinter definerer i praksis klassen af store varebiler. Sprinter hører og hørte til verdens mest succesfulde varebiler og har i mellemtiden grundlagt "Sprinter-klassen".
Sprinter blev fremstillet på Mercedes-Benz' fabrikker i Düsseldorf, Buenos Aires (Argentina) samt i Ho Chi Minh-byen i Vietnam (CKD-montage).
Ved det første facelift i februar 2000 blev frem for alt frontpartiet modificeret. Mercedes-stjernen ragede nu ind i motorhjelmen og placeringen af forlygter og blinklys blev strømlinjeformet. Instrumentbrættet blev komplet nydesignet med et nyt kombiinstrument og en i instrumentbrættet integreret gearstang. Derudover blev det elektriske system omstillet til CAN-Bus. Ved det andet facelift i efteråret 2002 fik kølergrillen en i bilens farve lakeret indramning og baglygterne blev udført i to farver.
I dag bygges Sprinter (T1N) stadigvæk til nogle eksportmarkeder på Mercedes-Benz' fabrik i Argentina. I Egypten, Algeriet, Brasilien og Sudan bygges T1N derimod fortsat af Manufacturing Commercial Vehicles Corporation.
Typebetegnelsen W 901 betegner den første byggeserie fra 1995 til 1997. Fra 1998 fik bilerne typebetegnelserne W 902 til W 905, afhængigt af hver enkelt bils tilladte totalvægt. Dermed hedder modellerne 2** = W 902, 3** = W 903, 4** = W 904 og 6** = W 905. Stjernerne erstattes af motoreffekten i afrundede 10 hk, med bortfald af det sidste ciffer "0", f.eks. er 311 CDI = 3,5 tons tilladt totalvægt, ca. 110 hk og dieselmotor med commonrail-indsprøjtning.
Til Sprinter W 901, W 902, W 903 og W 904, hvis modelbetegnelse begyndte med tallet 2, 3 hhv. 4, stod det samme motorprogram til rådighed.
- Mercedes-Benz Sprinter T1N 213 CDI kassevogn, første facelift (2000−2002)
- Førerkabine med manuelt gear
- Førerkabine med automatgear
- Mercedes-Benz Sprinter T1N 311 CDI kassevogn, andet facelift (2002−2006)
- Sprinter med kassepåbygning til pakketjeneste
- Dodge Sprinter
- Freightliner Sprinter

### Produktion i Rusland fra 2013
Den 22. juni 2012 gjorde Mercedes-Benz bekendt, at man fra midten af 2013 årligt vil bygge op til 25.000 eksemplarer af Sprinter T1N hos Gorkowski Awtomobilny Sawod til det russiske marked. Disse biler skal sælges gennem Mercedes-Benz' russiske forhandlernet.

### Identifikation vha. stelnummer
- 1. – 3. tegn: Fabrikantkode = WDB: Mercedes-Benz AG, Stuttgart, Tyskland
- 4. – 6. tegn: Model/vægtserie = 901: 2,6 ton; 902: 2,8 ton; 903: 3,5 ton; 904: 4,6 ton; 905; 6 ton
- 7. tegn: Motor = Før facelift: 0: benzin 4 cyl.; 3: diesel 4 cyl.; 4: diesel 5 cyl.
- 8. tegn: Karrosseri = 1: Ladvogn/chassis enkelt kab.; 2: Ladvogn/chassis dobbelt kab.; 6: Kassevogn; 7: Kombi
- 9. tegn: Akselafstand: 1: 3000 mm; 2: 3550 mm; 3: 4025 mm
- 10. tegn: Ratplacering: 1: Venstre; 2: Højre
- 11. tegn: Produktionsfabrik
- 12. – 17. tegn: Fortløbende produktionsnummer

### Udstyr (facelift)

#### Standardudstyr
| - Kabine med skridfast gulvbelægning - Instrumentenhed med omdrejningstæller, speedometer, kølevæsketermometer, brændstofmåler og digitaldisplay - Stofindtræk - Forberedelse for montering af radio - Servostyring | - Multijusterbart førersæde - Fast passagersæde - Formstøbte, højdejusterbare nakkestøtter - Bremsesystem med ABS og ASR - Bremsesystem med ABS, ASR og ESP (kassevogn og minibus op til 3,5 t, fra 2002) - Lamineret forrude - Femtrins manuel gearkasse med gearstang integreret i instrumentpanelet |

#### Ekstraudstyr
| - Aflåseligt handskerum - Multijusterbart passagersæde - Dobbelt passagersæde - Velourindtræk - Læderindtræk - El-bagrude - Nøglebetjent centrallåsesystem - Fjernbetjent centrallåsesystem - El-justerbare og -opvarmelige sidespejle - El-ruder - Polstrede, højdejusterbare nakkestøtter - Hylde over forrude | - Radio/kassettebåndoptager - Radio/cd-afspiller - Sædevarme - Airconditionanlæg - Luftaffjedret fører- og/eller passagersæde - Fartpilot - Fartskriver - Differentialespærre - "Sprintshift", sekstrins automatiseret manuel gearkasse (kun for dieselmodeller) - Opvarmet forrude - Tågeforlygter |

### Tekniske data
|                                                | 214 314 414           | 214 314 414           | 208 D 308 D 408 D   | 208 CDI 308 CDI 408 CDI | 211 CDI 311 CDI 411 CDI   | 213 CDI 313 CDI 413 CDI   | 210 D 310 D 410 D    | 212 D 312 D 412 D         | 216 CDI 316 CDI 416 CDI   |
| Byggeperiode                                   | 1995−2000             | 2000−2006             | 1995−2000           | 2000−2006               | 2000−2006                 | 2000−2006                 | 1997−2000            | 1995−2000                 | 2000−2006                 |
| Motordata                                      |                       |                       |                     |                         |                           |                           |                      |                           |                           |
| Motorserie                                     | M 111 E 23            | M 111 E 23            | OM 601 D 23         | OM 611 DE 22 LA         | OM 611 DE 22 LA           | OM 611 DE 22 LA           | OM 602 DE 29 LA      | OM 602 DE 29 LA           | OM 612 DE 27 LA           |
| Motortype                                      | R4-benzinmotor        | R4-benzinmotor        | R4-dieselmotor      | R4-dieselmotor          | R4-dieselmotor            | R4-dieselmotor            | R5-dieselmotor       | R5-dieselmotor            | R5-dieselmotor            |
| Antal ventiler pr. cylinder                    | 4                     | 4                     | 2                   | 4                       | 4                         | 4                         | 2                    | 2                         | 4                         |
| Ventilstyring                                  | DOHC, kæde            | DOHC, kæde            | OHC, kæde           | DOHC, kæde              | DOHC, kæde                | DOHC, kæde                | OHC, kæde            | OHC, kæde                 | DOHC, kæde                |
| Fødesystem                                     | Multipoint            | Multipoint            | Forkammer           | Commonrail              | Commonrail                | Commonrail                | Direkte              | Direkte                   | Commonrail                |
| Trykladning                                    | –                     | –                     | –                   | Turbolader              | Turbolader, ladeluftkøler | Turbolader, ladeluftkøler | Turbolader           | Turbolader, ladeluftkøler | Turbolader, ladeluftkøler |
| Køling                                         | Vandkøling            | Vandkøling            | Vandkøling          | Vandkøling              | Vandkøling                | Vandkøling                | Vandkøling           | Vandkøling                | Vandkøling                |
| Boring × slaglængde                            | 90,9 × 88,4 mm        | 90,9 × 88,4 mm        | 92,4 × 89,0 mm      | 88,0 × 88,3 mm          | 88,0 × 88,3 mm            | 88,0 × 88,3 mm            | 92,4 × 89,0 mm       | 92,4 × 89,0 mm            | 88,0 × 88,3 mm            |
| Slagvolume                                     | 2295 cm³              | 2295 cm³              | 2299 cm³            | 2148 cm³                | 2148 cm³                  | 2148 cm³                  | 2874 cm³             | 2874 cm³                  | 2685 cm³                  |
| Kompressionsforhold                            | 10,4:1                | 10,4:1                | 22,0:1              | 18,0:1                  | 18,0:1                    | 18,0:1                    | 19,5:1               | 19,5:1                    | 18,0:1                    |
| Maks. effekt ved omdr./min.                    | 105 kW (143 hk) /5000 | 105 kW (143 hk) /5000 | 58 kW (79 hk) /3800 | 60 kW (82 hk) /3800     | 80 kW (109 hk) /3800      | 95 kW (129 hk) /3800      | 75 kW (102 hk) /3400 | 90 kW (122 hk) /3800      | 115 kW (156 hk) /3800     |
| Maks. drejningsmoment ved omdr./min.           | 210 Nm /4000          | 215 Nm /3200−4700     | 152 Nm /2300−3000   | 200 Nm /1400−2600       | 270 Nm /1400−2400         | 300 Nm /1600−2400         | 250 Nm /2000         | 280 Nm /2000−2300         | 330 Nm /1400−2400         |
| Kraftoverførsel                                |                       |                       |                     |                         |                           |                           |                      |                           |                           |
| Drivende hjul (standardudstyr)                 | Baghjul               | Baghjul               | Baghjul             | Baghjul                 | Baghjul                   | Baghjul                   | Baghjul              | Baghjul                   | Baghjul                   |
| Drivende hjul (ekstraudstyr)                   | –                     | Alle                  | –                   | –                       | Alle                      | Alle                      | –                    | Alle                      | Alle                      |
| Gearkasse (standardudstyr)                     | 5-trins manuel        | 5-trins manuel        | 5-trins manuel      | 5-trins manuel          | 5-trins manuel            | 5-trins manuel            | 5-trins manuel       | 5-trins manuel            | 5-trins manuel            |
| Gearkasse (ekstraudstyr)                       | 4-trins automatisk    | –                     | –                   | 6-trins Sprintshift     | 6-trins Sprintshift       | 6-trins Sprintshift       | 4-trins automatisk   | 4-trins automatisk        | 6-trins Sprintshift       |
| Gearkasse (ekstraudstyr)                       | 4-trins automatisk    | –                     | –                   | 6-trins Sprintshift     | 6-trins Sprintshift       | 6-trins Sprintshift       | 4-trins automatisk   | 4-trins automatisk        | 5-trins automatisk        |
| Præstationer                                   |                       |                       |                     |                         |                           |                           |                      |                           |                           |
| Topfart                                        | 136−169 km/t          | 150−160 km/t          | 110−137 km/t        | 120−135 km/t            | 135−145 km/t              | 150−155 km/t              | 130−145 km/t         | 119−160 km/t              | 145−160 km/t              |
| Brændstofforbrug pr. 100 km ved blandet kørsel |                       | 12,6 liter Blyfri 95  |                     | 10,7 liter Diesel       | 8,5−8,9 liter Diesel      | 8,5−8,9 liter Diesel      |                      |                           | 8,7 liter Diesel          |
| CO2-udslip ved blandet kørsel                  |                       | 301 g/km              |                     | 282 g/km                | 224−236 g/km              | 224−236 g/km              |                      |                           | 228 g/km                  |

1. ↑  616 CDI først tilgængelig fra 2001

## Sprinter II (NCV 3/W906, 2006−)
NCV 3 (New Concept Van) er den interne betegnelse for den anden modelgeneration af Mercedes-Benz Sprinter, som har været på markedet siden april 2006. Med andre motorer og mindre optiske modifikationer sælges modellen også som Volkswagen Crafter.
På Daimlers fabrik i Düsseldorf har kassevogne og minibusser (Kombi) været produceret siden 2006, mens ladvogne og chassiser bygges i Ludwigsfelde ved Berlin.
Derudover bygges alle versioner på Mercedes-Benz' fabrik González Catán i Argentina. I Folkerepublikken Kina fremstilles Sprinter under modelnavnet Mercedes-Benz Commercial Vehicle af Xinkai Auto Manufacture Corporation. Hvor delene til disse biler fremstilles i Qinghe, foregår montagen i Tai'an. Nogle af de der fremstillede biler bruges som ambulancer eller politibiler. Dog sælges bilerne ikke gennem Mercedes-Benz' eget forhandlernet, men derimod gennem den kinesiske fabrikant.
Mercedes-Benz Sprinter findes med tre forskellige akselafstande (3250, 3665 og 4325 mm), i fire længder fra 5245 til 7345 mm i de lukkede udgaver, samt med normalt, højt og ekstra højt tag. Der findes også ladvogne med tilladt totalvægt fra tre til fem tons samt chassiser til specialopbygning (f.eks. ambulance eller pakkebil) samt nøgne rammer til opbygning af autocampere. Opbygningerne udføres ofte af fremmede fabrikanter, som er specialiseret dertil.
Yderligere variationsmuligheder ved konfiguration af en Sprinter er normal- eller dobbeltkabine, tilstedeværelsen af bagsiden af førerkabinen, et såkaldt dobbelt passagersæde samt forskellige bagakseludvekslinger og bladfjedervarianter på bagakslen.
Som følge af de forskellige akselafstande, længder, højder, vægte, opbygninger og motor- og gearkassekonfigurationer er der over 1000 mulige grundkonfigurationer fra fabrikken.
En stor fordel i forhold til forgængeren er den bredere og højere lastrumsskydedør, som muliggør læsning af en europalle på tværs ind i lastrummet, hvorved dette udnyttes bedre. Mod merpris fås også en elektrisk betjent skydedør.
Sprinter findes med fire- og sekscylindrede benzin- og dieselmotorer samt sekstrins manuel eller femtrins automatisk gearkasse. ESP er standardudstyr. Siden maj 2008 sælges i Europa også Mercedes-Benz Sprinter 316 NGT, en naturgasbil med bivalent drift.
I forsommeren 2009 blev de firecylindrede dieselmotorer af type OM 646 afløst af de fra C- og E-klassen kendte OM 651-motorer, som er kombineret med en specielt til varebiler beregnet sekstrins manuel gearkasse (EcoGear 360 på firecylindrede og EcoGear 480 på sekscylindrede versioner). Hvor begge de stærkeste varianter 313 CDI og 316 CDI er udstyret med to VTG-turboladere, har den mindste model 309 CDI kun en lastafhængig lader. Med overgangen til den nye motorgeneration udgik versionen med 109 hk. Derimod fik den sekscylindrede OM 642-motor sin effekt let øget til 140 kW (190 hk), hvorimod benzinmotorerne fortsatte uændret. I forbindelse med CDI-dieselmotorerne fås siden første kvartal 2012 en syvtrins automatgearkasse (7G-Tronic), som allerede benyttes i diverse andre bilmodeller fra Mercedes-Benz.
I september 2013 gennemgik alle Sprinter-modeller et facelift. Den faceliftede model kan kendes på den modificerede front og de optimerede motorer, som nu alle opfylder Euro6-normen og har fået reduceret deres brændstofforbrug med bl.a. en sænkning af undervognen på 30 mm. Standard er en sidevindsassistent, som hjælper føreren med at blive i den rigtige vognbane. Hjælpesystemet Collision Prevention Assist advarer en forkert styrende fører optisk og akustisk og forbereder den aktive bremseassistent på en verserende bremsning. Vedligeholdelsesindikatoren Assyst er ligeledes standardudstyr, og dieselmodellernes serviceinterval er blevet udvidet til 60.000 km.
Ud over forskellige opbygningsvarianter fra fremmede fabrikanter findes Sprinter også som minibus fra fabrikken i Dortmund i versionerne Mobility, Transfer, Travel og City med op til 30 siddepladser.
- Bagfra
- Sprinter kassevogn (2006–2013)
- Sprinter ladvogn (2006–2013)
- Bagfra
- Sprinter Mixto (2013−)
- Bagfra
- Sprinter kassevogn (2013−)
- Bagfra
- Sprinter som ambulance
- Sprinter med busopbygning
- Luksusbus på basis af Sprinter
- Dodge Sprinter
- Freightliner Sprinter

### Motorer
| Model                                              | Cylindre | Ventiler | Slagvolume cm³ | Max. effekt kW (hk) / omdr. | Max. drejningsmoment Nm / omdr. | Motortype       | Fødesystem               | Trykladning             | Byggeår     |
| -------------------------------------------------- | -------- | -------- | -------------- | --------------------------- | ------------------------------- | --------------- | ------------------------ | ----------------------- | ----------- |
| Benzinmotorer                                      |          |          |                |                             |                                 |                 |                          |                         |             |
| 216, 316                                           | 4        | 16       | 1796           | 115 (156) / 5000            | 240 / 3000 − 4000               | M 271 E 18 ML   | Multipoint-indsprøjtning | Kompressor              | 2008 −      |
| 316 NGT                                            | 4        | 16       | 1796           | 115 (156) / 5000            | 240 / 3000 − 4000               | M 271 E 18 ML   | Multipoint-indsprøjtning | Kompressor              | 2008 −      |
| 224, 324, 424, 524                                 | 6        | 24       | 3498           | 190 (258) / 5900            | 340 / 2500 − 5000               | M 272 E 35      | Multipoint-indsprøjtning | −                       | 2006 − 2013 |
| Dieselmotorer                                      |          |          |                |                             |                                 |                 |                          |                         |             |
| 209 CDI, 309 CDI, 409 CDI                          | 4        | 16       | 2148           | 65 (88) / 3800              | 220 / 1600 − 2600               | OM 646 DE 22 LA | Commonrail-indsprøjtning | Turbolader, intercooler | 2006 − 2009 |
| 210 CDI, 310 CDI, 510 CDI                          | 4        | 16       | 2143           | 70 (95) / 3800              | 250 / 1400 − 2400               | OM 651 DE 22 LA | Commonrail-indsprøjtning | Turbolader, intercooler | 2009 −      |
| 210 BlueTEC, 310 BlueTEC, 510 BlueTEC              | 4        | 16       | 2143           | 70 (95) / 3800              | 250 / 1400 − 2400               | OM 651 DE 22 LA | Commonrail-indsprøjtning | Turbolader, intercooler | 2013−       |
| 211 CDI, 311 CDI, 411 CDI, 511 CDI                 | 4        | 16       | 2148           | 80 (109) / 3800             | 280 / 1600 − 2400               | OM 646 DE 22 LA | Commonrail-indsprøjtning | Turbolader, intercooler | 2006 − 2009 |
| 213 CDI, 313 CDI                                   | 4        | 16       | 2148           | 95 (129) / 3800             | 305 / 1200 − 2400               | OM 646 DE 22 LA | Commonrail-indsprøjtning | Turbolader, intercooler | 2006 − 2009 |
| 213 CDI, 313 CDI, 513 CDI                          | 4        | 16       | 2143           | 95 (129) / 3800             | 305 / 1200 − 2400               | OM 651 DE 22 LA | Commonrail-indsprøjtning | Turbolader, intercooler | 2009 −      |
| 213 BlueTEC, 313 BlueTEC, 413 BlueTEC, 513 BlueTEC | 4        | 16       | 2143           | 95 (129) / 3800             | 305 / 1200 − 2400               | OM 651 DE 22 LA | Commonrail-indsprøjtning | Turbolader, intercooler | 2013 −      |
| 215 CDI, 315 CDI, 415 CDI, 515 CDI                 | 4        | 16       | 2148           | 110 (150) / 3800            | 330 / 1200 − 2400               | OM 646 DE 22 LA | Commonrail-indsprøjtning | Turbolader, intercooler | 2006 − 2009 |
| 216 CDI, 316 CDI, 416 CDI, 516 CDI                 | 4        | 16       | 2143           | 120 (163) / 3800            | 360 / 1400 − 2400               | OM 651 DE 22 LA | Commonrail-indsprøjtning | Turbolader, intercooler | 2009 −      |
| 216 BlueTEC, 316 BlueTEC, 416 BlueTEC, 516 BlueTEC | 4        | 16       | 2143           | 120 (163) / 3800            | 360 / 1400 − 2400               | OM 651 DE 22 LA | Commonrail-indsprøjtning | Turbolader, intercooler | 2013 −      |
| 218 CDI, 318 CDI, 418 CDI, 518 CDI                 | 6        | 24       | 2987           | 135 (184) / 3800            | 400 / 1600 − 2600               | OM 642 DE 30 LA | Commonrail-indsprøjtning | Turbolader, intercooler | 2006 − 2009 |
| 219 CDI, 319 CDI, 419 CDI, 519 CDI                 | 6        | 24       | 2987           | 140 (190) / 3800            | 440 / 1600 − 2600               | OM 642 DE 30 LA | Commonrail-indsprøjtning | Turbolader, intercooler | 2009 − 2013 |
| 219 BlueTEC, 319 BlueTEC, 519 BlueTEC              | 6        | 24       | 2987           | 140 (190) / 3800            | 440 / 1600 − 2600               | OM 642 DE 30 LA | Commonrail-indsprøjtning | Turbolader, intercooler | 2013 −      |

1. ↑  513 CDI først tilgængelig fra september 2013

Til Sprinter fra 3,5 tons tilladt totalvægt, hvor modelbetegnelsen begynder med tallet 3, 4 eller 5, står det samme motorprogram til rådighed.

## Sikkerhed
Både første og anden generation af Sprinter er af det svenske forsikringsselskab Folksam bedømt som værende mindst 40 procent mere sikre end middelbilen.

## Særlige kendetegn for nordamerikanske versioner
På det nordamerikanske marked (NAFTA) solgtes Sprinter i starten ikke under varemærket Mercedes-Benz. Modellen introduceredes i 2001 som Freightliner Sprinter samt i 2004 som Dodge Sprinter. Efter frasalget af Chrysler solgte Dodge fortsat Sprinter frem til slutningen af 2009. Siden starten af 2010 har modellen solgtes som såvel Mercedes-Benz Sprinter som Freightliner Sprinter. Derudover CKD-monteres kassevognene (men ikke minibusserne) i Ladson, South Carolina af toldgrunde.

## Sprinter 4×4 i sportslig indsats
- 2009: Benyttet som servicebil i Dakar Rally.
- 2010: Deltaget i Rallye Aïcha des Gazelles i 4×4-kategorien. Den var, bortset fra styrtbøjlen og sandhjulene, den standardbyggede Sprinter, kørt af sidste års vindere i SUV-kategorien, Jeanette James und Anne-Marie Ortola fra Mercedes-Benz Viano, havde her kørt en rigtig offroader og nåede 19. pladsen blandt 100 deltagere.
- 2010: En anden Sprinter blev indsat som servicebil i Rallye Aïcha des Gazelles.